# Jordi Murphy
Jordi Murphy (Barcelona, 22 d'abril de 1991) és un jugador de rugbi irlandès nascut a Catalunya. Juga com a flanker a l'equip provincial Ulster de la Pro 12.

## Infantesa
En Jordi Murphy va nàixer a la ciutat de Barcelona, Catalunya. Fill de Connor i Nicola Murphy, du el nom del patró de Catalunya, Sant Jordi. Les infermeres del torn de nit que van ajudar en el part van recomanar els noms als pares perquè l'endemà se celebrava la Diada de Sant Jordi. Amb només nou anys, la família Murphy es traslladà a Dublín. Encara conserva amics a la ciutat comtal.

## Carrera Professional
Murphy va començar la seva carrera a Blackrock on va formar part d'un dels equips juvenils d'èxit de la seva promoció, els quals van guanyar la the Leinster Schools Junior Cup el 2006 contra l'equip que representava el Gonzaga College. Més tard va passar a ser el capità del primer equip que va guanyar Leinster Senior Cup el 2009. Blackrock va derrotar Terenure a la final amb una victòria per 18-9 aconseguint el seu 66è títol.
Murphy que forma part de la Leinster's Academy ha jugat per Leinster A en 18 ocasions a la British and Irish Cup i contra els equips de les altres tres províncies irlandeses.
Al començament de la temporada 2011-12 de la Lliga Pro12, Leinster tenia 14 jugadors que convocats per la selecció irlandesa de Rugbi a la Copa del Món de Rugbi de 2011. Amb un equip amb tantes baixes, l'entrenador va decidir fer debutar diversos jugadors joves, entre ells Jordi Murphy, en la 3a jornada del campionat, amb una derrota 19-23 a casa contra l'equip escocès de Glasgow Warriors. Murphy va entrar com a substitut Dominic Ryan al minut 45. En el següent partit de lliga el 24 de setembre de 2011, Murphy debutaria com a titular en la victòria de Leinster a 15 -10 de distància victòria contra l'equip gal·lès dels Scarlets.
Murphy va anotar el seu primer assaig per Leinster en la victòria dels irlandesos contra Cardiff Blues. En el mateix partit que també es va emportar el premi man of the match. El 15 de desembre de 2012, va fer el seu debut a la Heineken Cup contra Clermont Auvergne, en substitució del seu company d'equip lesionat Shane Jennings. Cap al final de la temporada va ser nomenat Powerade Young Player of the Yearen la cerimònia dels Premis Anuals de Leinster Rugby celebrat a la Mansion House a Dublín. Pocs dies després, Murphy tornaria a capitanejar a Leinster 'A' en la victòria sobre els Newcastle Falcons a la final de la Copa britànica i irlandesa.
La temporada 2014-15, Murphy es consolida com el número 6 de l'esquadra dublinesa, tant en partits de la Pro 12 com a laHeineken Cup, fins a la l'eliminació de l'equip a les semifinals contra Toló.

## Carrera internacional
Murphy ha representat a Irlanda en les categories Sub - 18, Sub - 19 i Sub - 20. L'estiu de 2013, Murphy fou seleccionat per a representar la selecció d'Emerging Ireland per a la Tbilisi Cup on fou titular en tots els partits i on els irlandesos es van proclamar sub-campions amb Murphy proporcionant una assistència en l'últim partit a Niall Annett per a fer un assaig.
La seva primera cap amb la selecció absoluta fou en el segon temps contra Anglaterra a Twickenham al Torneig de les sis nacions 2014, per jugar posteriorment contra Itàlia i l'Argentina. En l'edició de 2015 del sis nacions, Murphy jugaria els 5 partits, dos com a titular i tres com a suplent.

## Palmarès
A l'equip nacional
- Vencedor del Torneig de les Sis Nacions: 2014, 2015.
- 9 caps amb Irlanda des de 2014.

Blackrock
- Leinster Schools Junior Cup (1): 2006
- Leinster Schools Rugby Senior Cup (1): 2009

Leinster
- British and Irish Cup (1): 2012–13